# Bosporos Planum
Bosporos Planum és una formació geològica de tipus planum a la superfície de Mart, localitzada amb el sistema de coordenades planetocèntriques a -29.06 latitud N i 301.98 ° longitud E, que fa 729.58 km de diàmetre. El nom va ser aprovat per la UAI l'any 1979 i fa referència a una característica d'albedo.